# 西沃什·伊什特万 (1920年)
西沃什·伊什特万（匈牙利語：Szívós István，1920年8月20日—1992年6月22日），匈牙利男子游泳、水球运动员。他曾代表匈牙利参加1948年、1952年和1956年夏季奥林匹克运动会，共获得二枚金牌和一枚银牌。